# Ungen (1938)
Ungen är en norsk svartvit dramafilm från 1938 i regi av Rasmus Breistein. I de ledande rollerna ses Eva Sletto, Harald Heide Steen och Ragnhild Hald.

## Handling
Julius och Milja är förälskade i varandra och arbetar dessutom på samma fabrik. Grönlandsflickan Petrina flirtar med Julius och lurar honom att stjäla på fabriken vilket gör att han får sparken. Ett år går och Julius har lämnat Milja för Petrina. Milja har fått barn och om dagarna när hon arbetar lämnar hon det hos Hønse-Lovisa. En doktor som sänts ut av rika människor för att hitta barn att adoptera övertalar Milja att ge bort sitt barn. När hon väl har lämnat bort det inser hon vad hon har gjort och blir förtvivlad. Hønse-Lovisa insåg dock att det inte var ett klokt beslut att lämna bort barnet och har därför behållit det hos sig. När Milja återvänder efter en danskväll finner hon barnet hemma hos sig själv.

## Rollista
- Eva Sletto – Milja
- Harald Heide Steen – Julius
- Ragnhild Hald – Hønse-Lovisa
- Tove Bryn – Petrina
- Astrid Sommer – Krestena
- Agnethe Schibsted-Hansson – Gurina
- Hans Bille – doktorn
- Hauk Aabel – Krestoffer
- Martin Gisti – Engebret
- Liv Uchermann Selmer – Lagreta, mor til Julius
- Signe Ramberg – Olina
- Maj Nielsen-Sæther – Sesjant-Petra
- Ellinor Borg – patient
- Ellen Bugge –patient
- Bjarne Bø – patient
- Helge Essmar – Olaf
- Marie Hedemark – arbetarkvinna
- Joachim Holst-Jensen – en kypare
- Ole Leikvang – patient
- Kirsten Monrad-Aas – kvinna
- Pehr Qværnstrøm – restaurangägare
- Guri Stormoen – patient
- Jan Vaage – patient
- Kåre Wicklund – Elias
- Alfred Helgeby – mjölkbud

## Om filmen
Ungen regisserades av Rasmus Breistein. Den bygger på Oskar Braatens pjäs Ungen från 1911. Braaten var själv involverad i filmen, dels som replik- och dialektregissör, dels som manusförfattare tillsammans med Breistein. Filmen producerades av Norsk Film A/S med Joh. Jensen som produktionsledare. Den fotades och klipptes av Gunnar Nilsen-Vig. För scenografin svarade Ola Cornelius. Filmen hade premiär den 6 oktober 1938 i Norge.